# Chen Duxiu

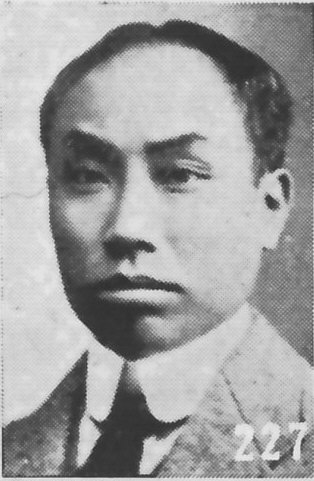
Portret van Chen in De meest recente biografieën van Chinese hoogwaardigheidsbekleders, 1941

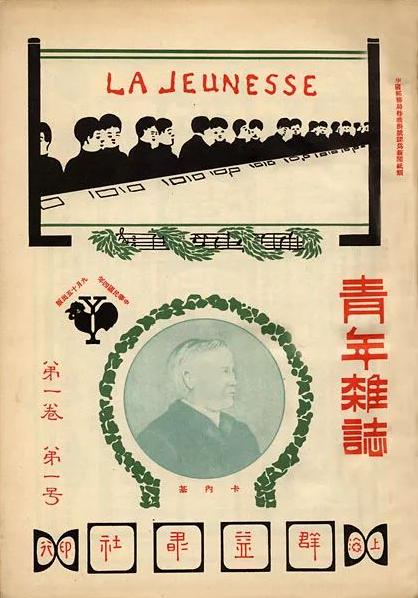
Voorblad van zijn tijdschrift

Chen Duxiu (Chinees: 陳獨秀 / 陈独秀, Hanyu pinyin: Chén Dúxiù), geboren als: Qìng Tóng (Chinees: 慶同 / 庆同) (Anqing, 8 oktober 1879 - Chongqing, 27 mei 1942) was de eerste voorzitter van de Chinese Communistische Partij in Republiek China bij haar oprichting in 1921. Chen Duxiu speelde een belangrijke hetzij controversiële politieke en culturele rol in het China van de jaren 1910 en 1920. Hij werd in 1929 onder druk van de Comintern (de voornaamste financier van de partij in haar prille jaren) uit de partij gezet nadat het 6-jarige samenwerkingsverband tussen de Communistische Partij en Chinese Nationalistische Partij uit elkaar viel en ontaarde in de dood van duizenden partijleden in de zomer van 1927 en uiteindelijk in een Chinese burgeroorlog.
Chen Duxiu is geboren in Anqing, een stadsprefectuur in de oostelijke provincie Anhui. Zijn ouders waren welgesteld en hij was jongste van de vier kinderen. Toen hij twee jaar oud was, overleed zijn vader. Hij werd vooral opgevoed door zijn grootvader en zijn oudere broers. Zijn opleiding was gericht op het halen van de examens voor een carrière als ambtenaar. Hij begon in 1897 te twijfelen aan de politieke, culturele en ideologische fundamenten van het Chinese keizerlijke systeem en het Confucianisme. Hij was mede beïnvloed door de boeken van de oudere Chinese dissident Kang Youwei (1858-1927) die in de jaren 1890 tegen allerlei belangrijke maatschappelijke en ideologische fundamenten had lopen ageren, schoppen en een hervormingsbeweging van de grond probeerde te krijgen. In 1897 slaagde hij voor de examens op provinciaal niveau.
Een jaar later slaagde hij voor het toelatingsexamen aan de universiteit in Hangzhou. Hij studeerde daar onder andere Engels, Frans en scheepsbouw. In de jaren 1900-1902 radicaliseerde Chen en toonde agressief gedrag jegens Qing-agenten. Hij sloot zich in 1902 aan bij een terreur- en moordploeg in Shanghai waar hij leerde bommen te vervaardigen. In 1902 verhuisde hij naar Nanjing en viel daar mede op door zijn verbale aanvallen op de Qing-dynastie. In het zelfde jaar kreeg hij een studiebeurs voor Japan. Hier leerde hij meer over het socialisme en kwam in contact met Chinese dissidenten. Chen werd politiek actief en hielp bij het oprichten van twee politieke partijen, maar hij sloot zich niet aan bij de Tongmenghui van Sun Yat-sen. In 1908 keerde hij terug naar China en werd docent aan een school in Hangzhou. In 1911 viel de Qing-dynastie. In 1913 vluchtte hij nog voor korte tijd naar Japan.
Terug in Shanghai richtte hij het tijdschrift La Jeunesse (Nieuwe Jeugd) op, het blad was zeer populair en werd in grote delen van het land gedistribueerd. Het tijdschrift was zeer kritisch over het confucianisme, iets wat hij had overgehouden na zijn studie voor de examens, en juist positief over mensenrechten, democratie en wetenschap. Hij maakte ook gebruik van een eenvoudiger schrift om een groter publiek te bereiken.
In 1917 kreeg hij een functie bij de Universiteit van Peking waar hij Li Dazhao ontmoette. Li leidde een marxistische studiegroep, waar Mao Zedong ook kwam ook al was hij geen student. La Jeunesse was nog steeds erg populair en Chen besloot een speciale editie over het marxisme te maken met Li als redacteur. De editie van 1 mei 1919 was de meest gedetailleerde analyse van het marxisme in China en werd breed gelezen. Conservatieve tegenstanders binnen de universiteit zorgden ervoor dat Chen in 1919 werd ontslagen. Hij werd ook drie maanden gevangengezet voor opruiende taal tegen de regering. Na zijn straf ging hij terug naar Shanghai.
Op 23 juli 1921 was hij met Li Dazhao medeoprichter van de Communistische Partij van China (CPC). Hierbij was de steun van de Sovjet-Unie en de Komintern van groot belang. De rus Grigori Voitinsky was in 1920 door het Komintern naar China gestuurd en hij prepareerde Chen voor zijn nieuwe functie als partijleider. Tijdens het eerste partijcongres in Sjanghai werd Chen, bij verstek, gekozen tot de eerste secretaris-generaal van de partij. Het was een kleine partij en telde nog slechts zo’n 200 leden in China in 1922.
Onder zware druk van de Komintern vormden de CPC en de Kwomintang (KMT of Nationalistische Partij) van Sun Yat-sen een alliantie. Chen werd in januari 1924 in het Centrale Comité van de KMT gekozen. Tijdens de Noordelijke expeditie, een militaire campagne onder leiding van Chiang Kai-shek om China weer bijeen te brengen, werkte Chen nauw samen met Wang Jingwei's regering in Wuhan. Wang Jingwei was de leider van de linkerfactie van de KMT. Chiang Kai-shek maakte hier een einde aan en mede hierdoor werd Chen gedwongen af te treden als secretaris-generaal in 1927. In november 1929 werd hij ook uit de partij gezet.
Hij sloot zich aan bij de Linkse Oppositie van Leon Trotski en werd een belangrijke woordvoerder van deze organisatie in China. In 1932 werd Chen gearresteerd in Shanghai, waar hij sinds 1927 woonde. In Nanjing werd hij berecht en veroordeeld tot 15 jaar gevangenisstraf. Na het uitbreken van de Tweede Chinees-Japanse Oorlog werd hij in 1937 vervroegd vrijgelaten. Hij kreeg van Mao Zedong een kans om terug te keren in de CPC, mits hij de samenwerking met de KMT zou ondersteunen en het Trotskisme de rug zou toekeren. Chen weigerde het laatste en het aanbod van Mao verviel.
Chen vertrok naar Chongqing waar hij in 1942 overleed aan een hartkwaal.
- Bibsys: 90399123
- Bibliothèque nationale de France: cb12215669t (data)
- CiNii: DA03553345
- Gemeinsame Normdatei: 118924575
- International Standard Name Identifier: 0000 0000 8169 5318
- Library of Congress Control Number: n81139285
- National Central Library: 804491
- Bibliotheek van het Japanse parlement: 00625558
- Nationale Bibliotheek van Tsjechië: jx20140528001
- Nationale bibliotheek van Australië: 36731855
- Nationale Bibliotheek van Israël: 987007272428805171
- Nederlandse Thesaurus van Auteursnamen: 147565642
- Istituto Centrale per il Catalogo Unico: BVEV064486
- LIBRIS: 182808
- SNAC: w6ck5wxv
- Système universitaire de documentation: 030817617
- Trove: 1439669
- Virtual International Authority File: 209145541834696600473